# Гощин (гміна)
Гміна Гощин (пол. Gmina Goszczyn) — сільська гміна у центральній Польщі. Належить до Груєцького повіту Мазовецького воєводства.
Станом на 31 грудня 2011 у гміні проживало 2971 особа.

## Площа
Згідно з даними за 2007 рік площа гміни становила 56.99 км², у тому числі:
- орні землі: 92.00%
- ліси: 3.00%

Таким чином, площа гміни становить 4.12% площі повіту.

## Населення
Станом на 31 грудня 2011:
| Опис     | Загалом | Загалом | Чоловіки | Чоловіки | Жінки | Жінки |
| -------- | ------- | ------- | -------- | -------- | ----- | ----- |
| одиниця  | осіб    | %       | осіб     | %        | осіб  | %     |
| все      | 2971    | 100     | 1530     | 51.50    | 1441  | 48.50 |
| міське   | 0       | 100     | 0        |          | 0     |       |
| сільське | 2971    | 100     | 1530     | 51.50    | 1441  | 48.50 |

## Сусідні гміни
Гміна Гощин межує з такими гмінами: Бельськ-Дужи, Промна, Ясенець.